# Il mondo deve sapere
Il mondo deve sapere. Romanzo tragicomico di una telefonista precaria è un romanzo autobiografico in forma di diario scritto da Michela Murgia. Era originariamente pubblicato sotto forma di blog, con i post inseriti dall'autrice quando lavorava in un call center della multinazionale statunitense Kirby Company.
La protagonista del racconto viene assunta da un call center come telefonista; il suo compito è quello di vendere, attraverso tecniche di vendita invasive, un aspirapolvere, il Kirby. Le stravaganti tecniche motivazionali, il mobbing nei confronti dei dipendenti, le assurdità raccontate alle casalinghe al telefono e le reazioni delle stesse, le figure dei colleghi e dei capi vengono annotate e classificate, utilizzando un linguaggio colloquiale e uno stile ironico.
Dal libro è stata tratta un'opera teatrale omonima (di David Emmer e Teresa Saponangelo) e ispirazione per la sceneggiatura di un film, alla cui stesura la stessa Murgia ha partecipato, scritta da Paolo Virzì e Francesco Bruni, Tutta la vita davanti. Nel 2017 il libro è stato ristampato con una nuova copertina realizzata da LRNZ.

## Edizioni
- Michela Murgia, Il mondo deve sapere: romanzo tragicomico di una telefonista precaria, Einaudi, 2018, ISBN 978-88-0623-095-1.
- Michela Murgia, Il mondo deve sapere: romanzo tragicomico di una telefonista precaria, Einaudi, 2017, ISBN 978-88-0623-095-1.
- Michela Murgia, Il mondo deve sapere, ISBN, 2006,  p. 123, ISBN 88-7638-044-2.
- Michela Murgia, Il mondo deve sapere: romanzo tragicomico di una telefonista precaria, ISBN Edizioni, 2012, ISBN 978-88-7638-0440.